# DYFR
DYFR（98.7 FM）是位于菲律宾宿务省宿务市的一个电台，由远东广播公司开办，在1975年10月开播。播音室位于宿务市的以马内利圣经学院内，发射功率10kW，每日在上午5:00至下午9:30播音。